# خانه نیمه‌راهی

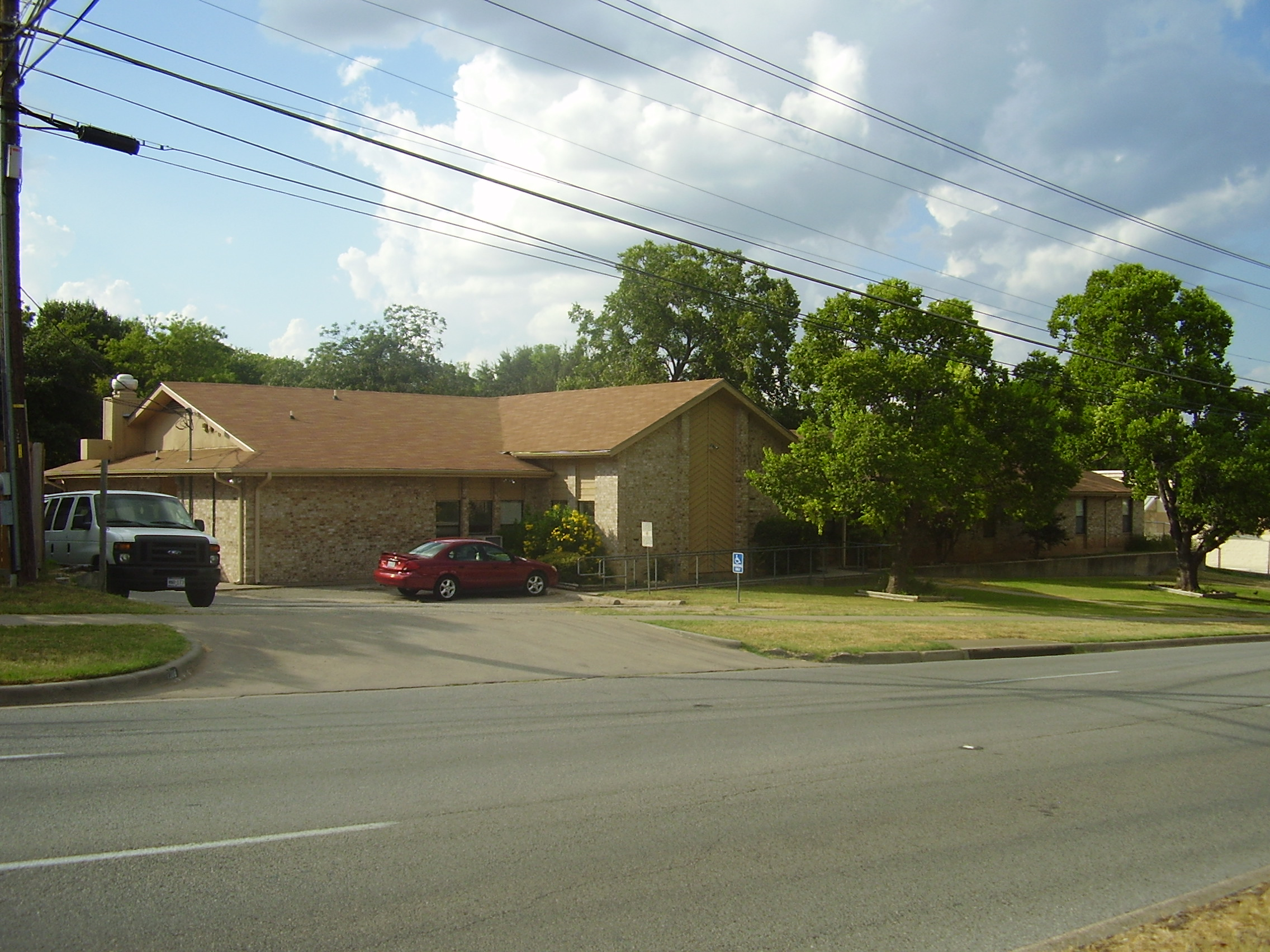
هاف‌وی هاوس در ایالات تکزاس

خانه نیمه‌راهی (به انگلیسی: halfway house، هاف‌وی هاوس) به خانه‌هایی گفته می‌شود که زندانیان را بعد از گذراندن دوره مجازات در خود نگهداری می‌کند تا آماده پروسه اجتماعی شدن بشوند و بتوانند در جامعه به فعالیت مفید و سالم بپردازند. این خانه‌ها بر این عقیده شکل گرفته‌اند که مجرمان را نباید بلافاصله از زندان به درون جامعه فرستاده شوند تا دوباره به زندگی مجرمانه بازگردند و برای اجتماعی شدن نیاز به آموزش و مهارت دارند.